# Malingsia

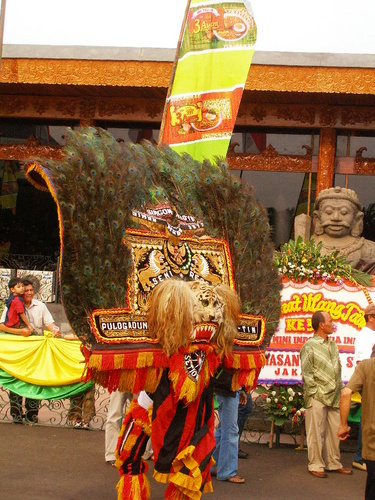
Danseur de Reog

Malingsia est un mot valise inventé par des Indonésiens pour désigner la Malaisie depuis l'aggravation du contentieux indonésio-malaisien en 2007. C'est un jeu de mots formé à partir de maling, qui signifie « voleur » en indonésien.
Ce terme traite la Malaisie de pays « voleur », en remplaçant dans son nom officiel Malaysia la partie « Malay » par « Maling ». Les Indonésiens pensent que la Malaisie a volé une partie de leur culture, comme l'angklung, la chanson Rasa sayang-sayange, la danse Reog de Ponorogo et certaines îles comme Sipadan et Ligitan et le secteur contesté d'Ambalat.